# Гарі (Малопургинський район)
Га́рі (рос. Гари) — виселок в Малопургинському районі Удмуртії, Росія.
Урбаноніми:
- вулиці — Джерельна

## Населення
Населення — 7 осіб (2010; 4 в 2002).
Національний склад станом на 2002 рік:
- росіяни — 50 %